# Onda perfetta
Onda perfetta è un singolo del gruppo musicale italiano The Sun, primo estratto dell'album Luce. La canzone sarà inclusa nella raccolta 20, mentre una sua versione in lingua spagnola (intitolata Ola perfecta) verrà inserita in Espíritus del Sol.

## Descrizione
Al brano ha contribuito il chitarrista Federico Poggipollini. La canzone è un invito a saper cavalcare l'"onda perfetta", ovvero il momento della svolta che determina un miglioramento della propria esistenza. Ha iniziato ad entrare in rotazione radiofonica l'11 maggio 2012, giorno di pubblicazione sugli store digitali.

## Tracce
Testi di Francesco Lorenzi, musiche di Francesco Lorenzi, Maurizio Baggio.
1. Onda perfetta – 3:26

## Video musicale
Un videoclip del brano è stato pubblicato insieme all'uscita del singolo. Il video è stato girato a Verona e diretto da Gaetano Morbioli.

## Formazione
Formazione come da libretto.
The Sun
- Francesco "The President" Lorenzi – voce, chitarra
- Riccardo "Trash" Rossi – batteria
- Matteo "Lemma" Reghelin – basso, cori
- Gianluca "Boston" Menegozzo – chitarra, cori

Musicisti aggiuntivi
- Federico Poggipollini – assolo di chitarra